# رود تاناما
رود تاناما (انگلیسی: Tanama) یک رودخانه در سرزمین کراسنویارسک کشور روسیه است.